# Sant Joan de Paracòl
Sant Joan de Paracòl (en francès Saint-Jean-de-Paracol) és un municipi francès situat al departament de l'Aude i a la regió d'Occitània.